# Silva Kaputikian
Silva Kaputikian (armeni: Սիլվա Կապուտիկյան)  (Yerevan, 20 de gener de 1919 - Yerevan, 25 d'agost de 2006) fou una poeta i activista política armènia.

## Biografia
Nasqué a Erevan, filla de Barunak Kaputikian, un conegut editor. Estudià a l'escola secundària Krupskaia d'Erevan. Als 13 anys, escrigué el seu primer poema, publicat en Pioneer Call. Es casà amb el conegut poeta Hovhannès Xiraz, amb qui tingué un fill, Ara Xiraz, que fou un escultor famós.

## Trajectòria
Silva Kaputikian és reconeguda com la principal poeta d'Armènia i una de les escriptores armènies més conegudes del s. XX.
Va morir a Erevan i fou enterrada en el Panteó Komitas. La casa de la poeta s'obrí al 2009 com un museu.
Kaputikian escrigué molt sobre el destí d'Armènia, l'idioma i el poble armeni. El seu talent literari la convertí en la imatge d'una autèntica escriptora sovièticaa amb plena responsabilitat de la ideologia del partit durant aquests anys. Les obres de Kaputikian s'han traduït a molts idiomes. Va morir el 2006.

## Premis i reconeixements
- Premi Estatal de l'URSS (1952)
- Treballador d'Honor de l'RSS d'Armènia (1970)
- Treballador d'Honor de l'RSS de Geòrgia (1982)
- Premi estatal de l'RSS d'Armènia (1988)
- Premi literari italià "Nossieli" (1988)
- Dona de l'any pel Cambridge International Geographical Institute (1998)
- Medalla Mesrop Mashtots (1999) atorgada pel president Robert Kocharyan
- Orde de la Princesa Olga (Ucraïna, 1999) atorgada pel president Leonid Kuchma
- Membre del Consell Suprem de la República Socialista Soviètica d'Armènia.
- Membre del Consell de la Unió d'Escriptors.
- Membre del Comité d'Afers Culturals.
- Membre del Presidium Espiritual Unitat dels pobles de la diàspora.
- Membre de l'Acadèmia Nacional de Ciències d'Armènia.
- Membre de l'Acadèmia Internacional de la natura i la societat.
- Ciutadana Il·lustre d'Erevan.